# Петата болест
Erythema infectiosum или петата болест е една от няколко възможни прояви на инфекция, причинена от парвовирус B19.
Името „петата болест“ идва от списъка причинители на обриви при детски заболявания, който включва морбили (на първо място), скарлатина (втора), рубеола (трета), болестта на Дюк (четвърта, но вече все по-широко не се признава като отделна), и розеола (шеста).

## Епидемиология
На всяка възраст може да се зарази човек, въпреки че най-често срещано е при деца на възраст от 5 до 15 години. До достигане на зрялост повече от половината от населението вече е придобило имунитет след инфекция в някакъв момент в миналото. Огнища на болестта могат да бъдат детските градини, предучилищни заведения и начални училища. Заразяването е професионален риск за служителите в тези институции. Няма ваксина срещу човешки парвовирус B19, въпреки че са правени опити да се разработи.